# 사쓰난 제도
사쓰난 제도(일본어: さつなん しょとう, 문화어: 사쯔낭제도)는 태평양의 류큐 열도에서도 가고시마현에 속하는 섬들을 말한다.
오스미 제도, 도카라 제도, 아마미 제도로 나눌 수 있다.

## 같이 보기
- 난세이 제도